# Village Départ
Village Départ était une émission de télévision française en direct diffusée quotidiennement sur France 3 durant le Tour de France du 3 juillet 2005 au 24 juillet 2016 et présentée par Laurent Luyat.

## Principe de l'émission
En public et en direct de la ville de départ de l'étape du jour, Laurent Luyat, en compagnie de ses chroniqueurs, convie ses invités à vivre au cœur des coulisses du Tour de France. Il s'intéresse bien sûr à l'étape du jour, mais également au patrimoine, spécialités et gastronomie locale. Des artistes sont invités à chanter en live, le tout pour donner une ambiance de fête.

## Diffusion
L'émission est retransmise en direct sur France 3 à 12h50, juste avant la retransmission du Tour de France, sauf lorsque les retransmissions des étapes en intégralité débutent avant 13 heures.
L'émission s'arrête le 24 juillet 2016, France Télévisions retransmettant toutes les étapes du Tour de France en intégralité dès 2017.

## Villes et invités

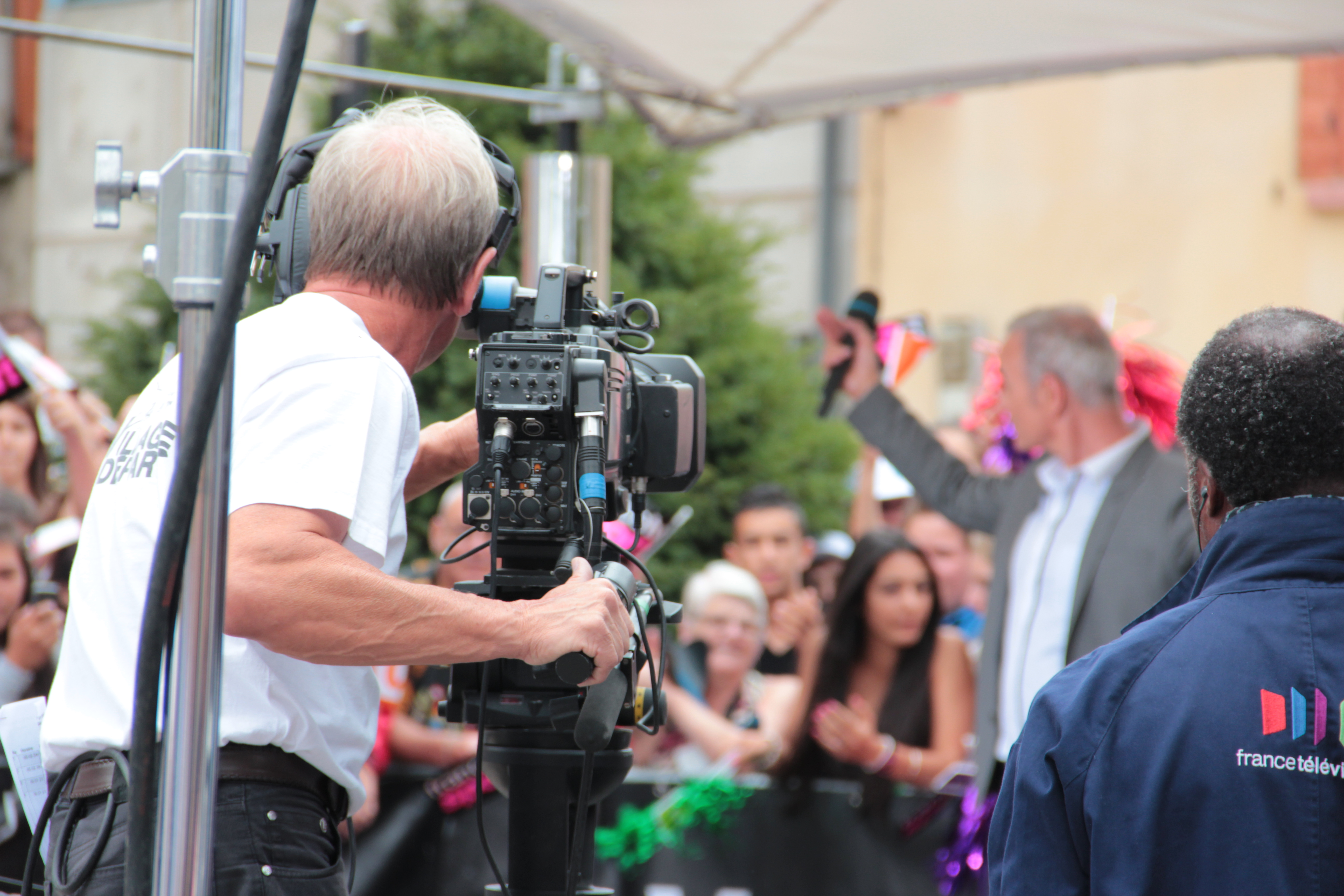
Jean-Pierre Mader sur le plateau de Village Départ.

## Présentation et chroniqueurs
| Présentation/Chroniqueurs | Chronique                  | Saisons | Saisons | Saisons | Saisons | Saisons | Saisons | Saisons | Saisons | Saisons | Saisons | Saisons | Saisons |
| Présentation/Chroniqueurs | Chronique                  | 1       | 2       | 3       | 4       | 5       | 6       | 7       | 8       | 9       | 10      | 11      | 12      |
| ------------------------- | -------------------------- | ------- | ------- | ------- | ------- | ------- | ------- | ------- | ------- | ------- | ------- | ------- | ------- |
| Laurent Luyat             | Présentation               | ♦       | ♦       | ♦       | ♦       | ♦       | ♦       | ♦       | ♦       | ♦       | ♦       | ♦       | ♦       |
|                           |                            |         |         |         |         |         |         |         |         |         |         |         |         |
| Cyril Féraud              | Épreuve sportive           |         |         |         |         |         |         |         |         |         |         | ♦       | ♦       |
| Vincent Ferniot           | Cuisine                    | ♦       | ♦       | ♦       | ♦       | ♦       | ♦       |         |         |         |         |         |         |
| Fabien Lecœuvre           | Personnalité et patrimoine |         |         |         |         |         | ♦       | ♦       | ♦       | ♦       | ♦       |         |         |
| Nathalie Nguyen           | Cuisine                    |         |         |         |         |         |         |         |         |         |         |         | ♦       |
| Carinne Teyssandier       | Concours de cuisine        |         |         |         |         |         |         | ♦       | ♦       | ♦       | ♦       | ♦       |         |

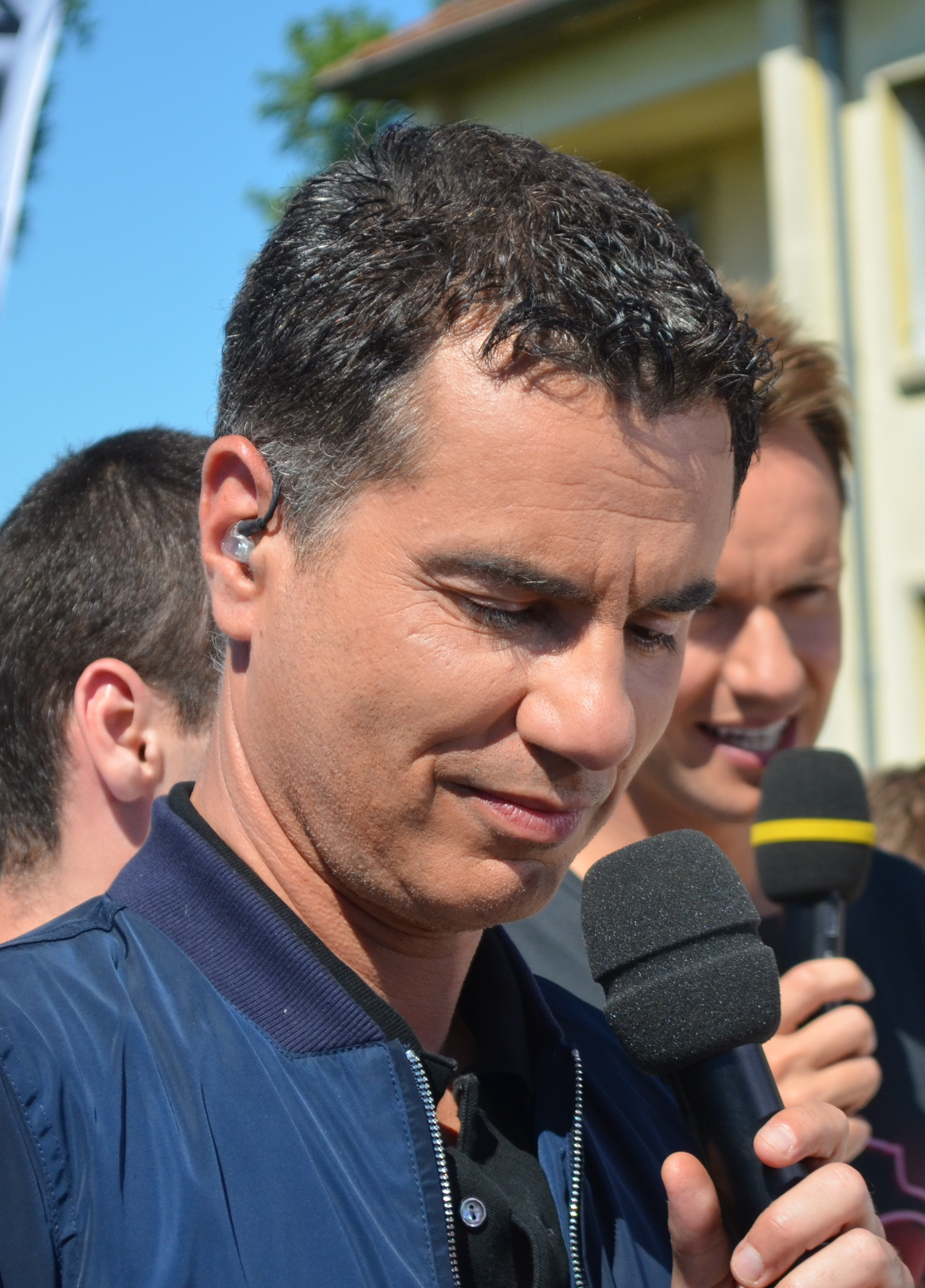
Laurent Luyat
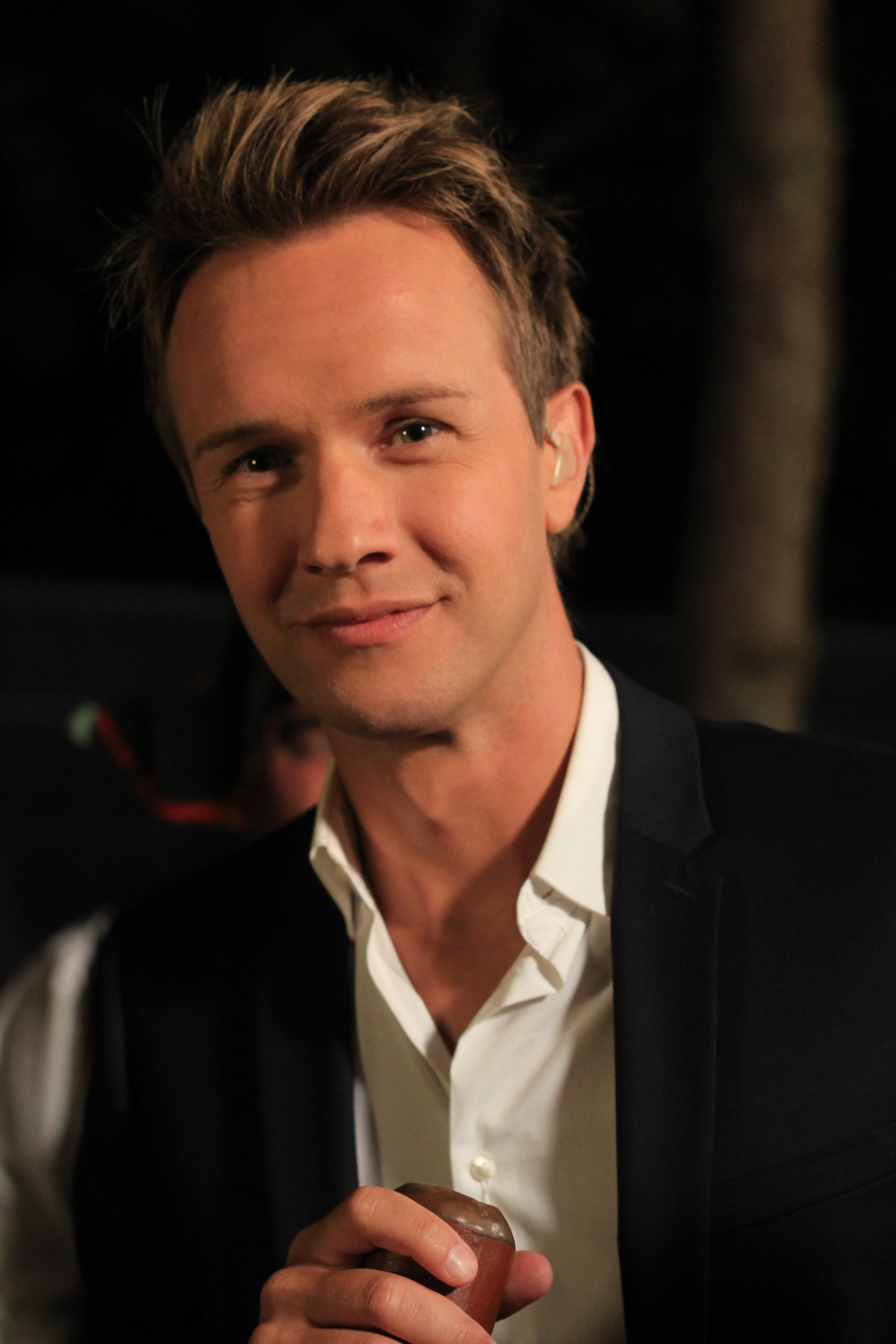
Cyril Féraud
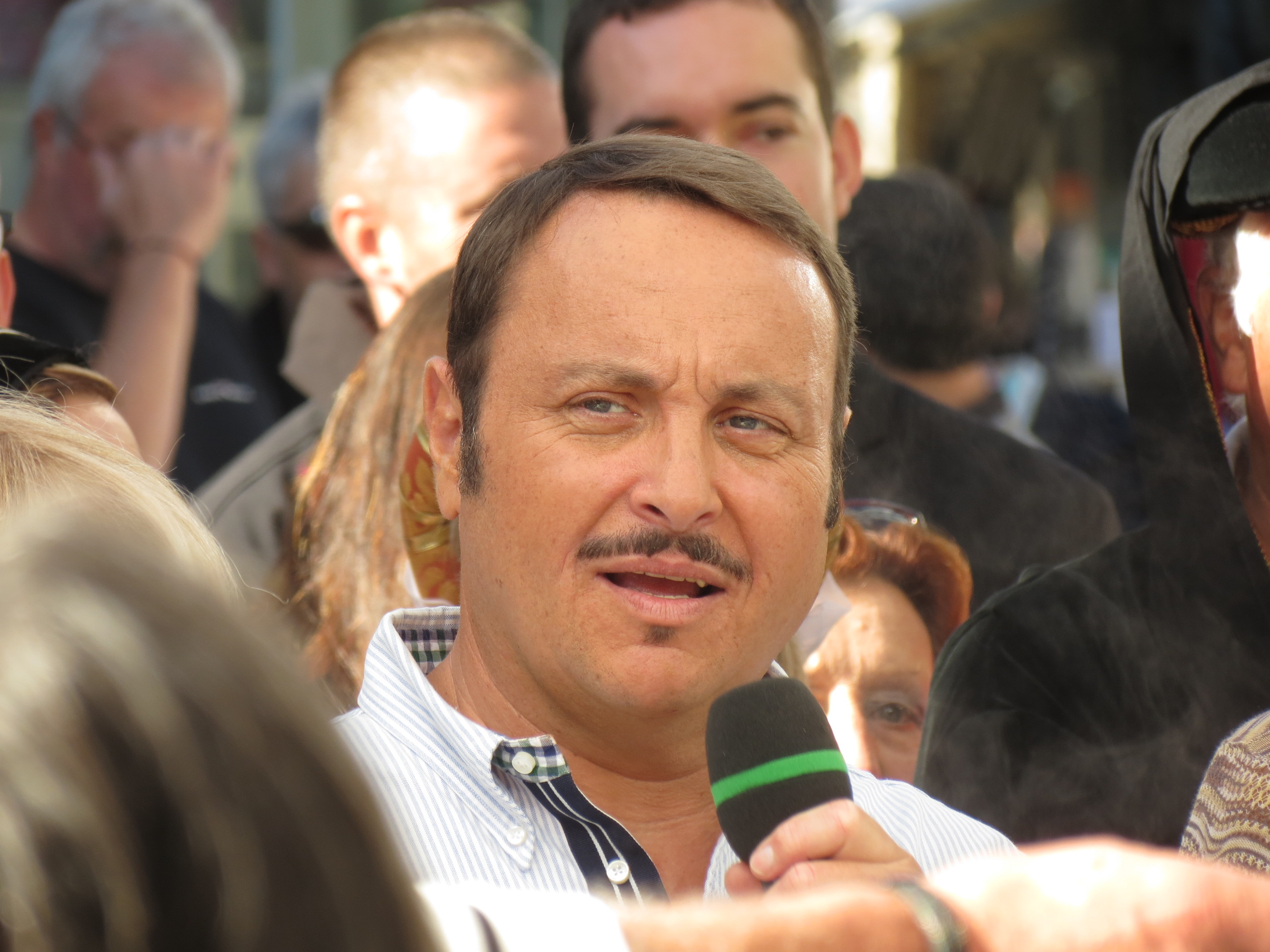
Vincent Ferniot
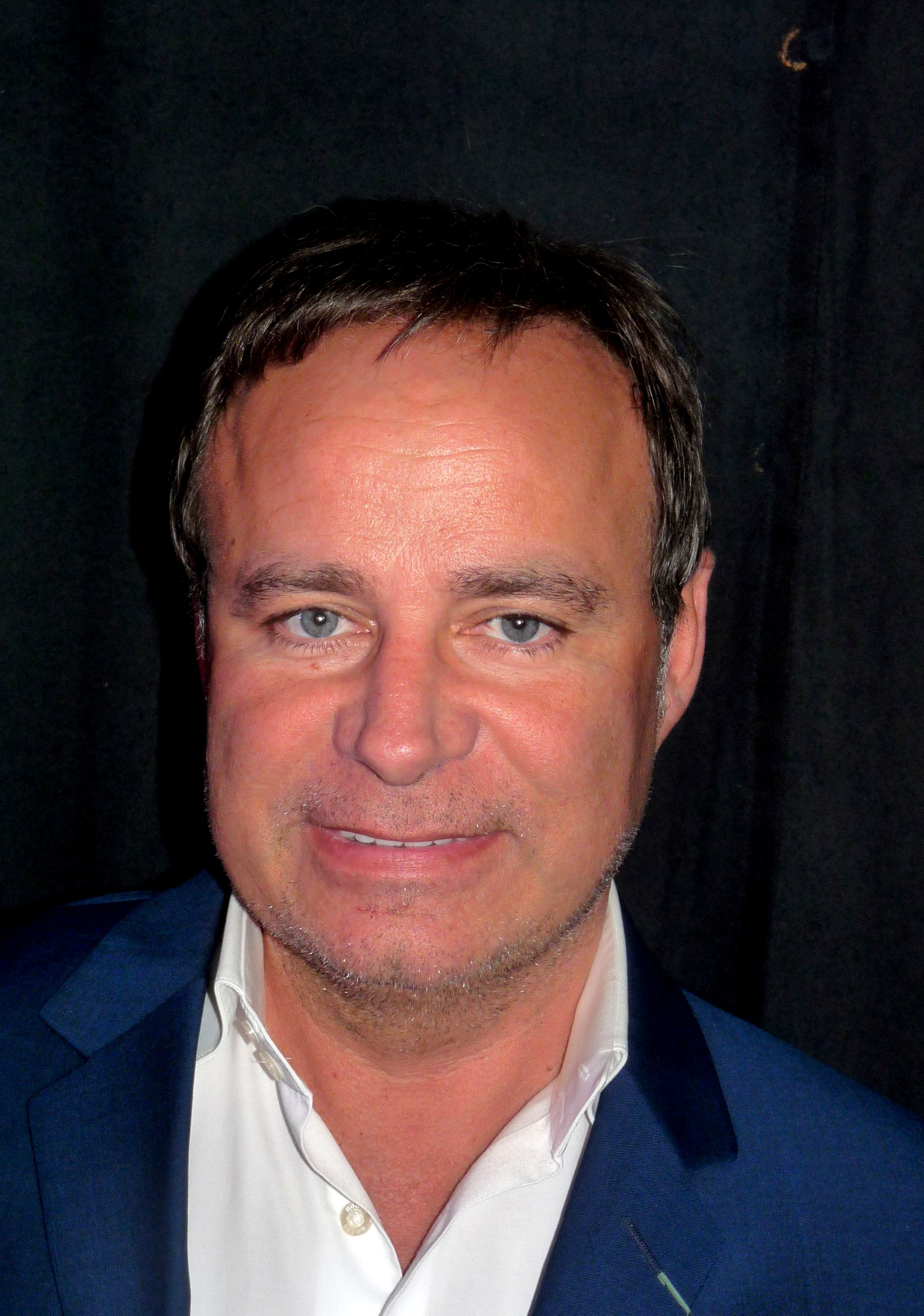
Fabien Lecœuvre
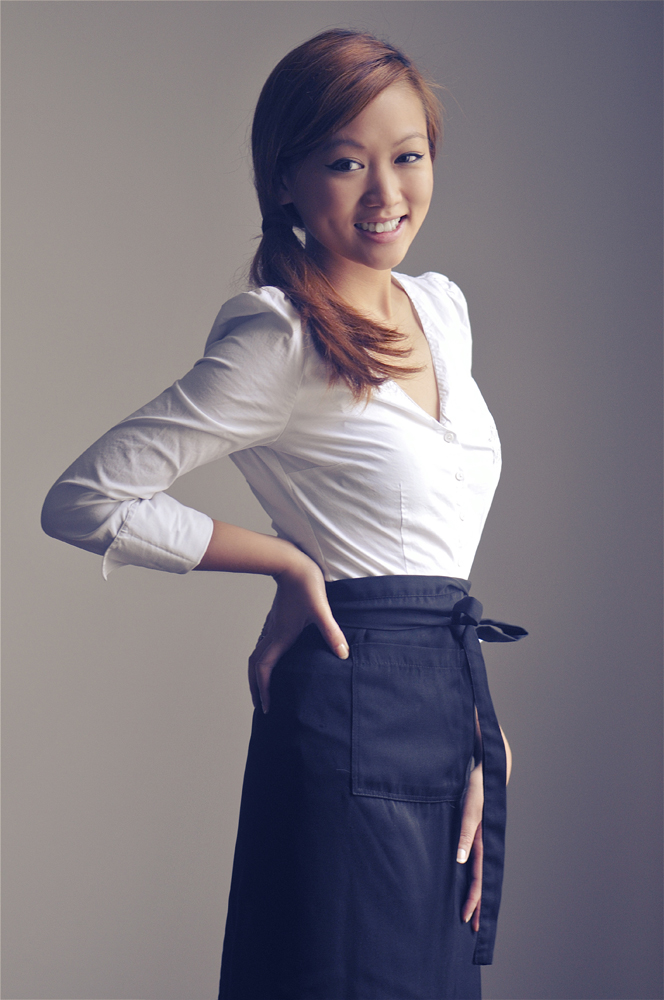
Nathalie Nguyen